# Amtsbezirk Gramm
Der Amtsbezirk Gramm war ein Amtsbezirk im Kreis Hadersleben in der Provinz Schleswig-Holstein.
Der Amtsbezirk wurde 1889 gebildet und umfasste den Gutsbezirk Gramm und die folgenden Gemeinden:
1. Brendstrup
2. Endrupskov
3. Fohl
4. Grammby
5. Kastrup
6. Thiset
7. Westerlinnet

1902 wurde aus einem Teil der Gemeinde Endrupskov der Forstgutsbezirk Steensbek (auch als Forstgutsbezirk Hadersleben IV bezeichnet) gebildet. Dieser kam zum Amtsbezirk Hoirup II.
1920 wurde der Amtsbezirk aufgelöst und die Gemeinden aufgrund der Volksabstimmung in Schleswig an Dänemark abgetreten.